# Alex Antor
Alex Antor (* 1. April 1979 in Narbonne, Département Aude) ist ein ehemaliger andorranischer Skirennläufer.

## Biografie
Antor ist mehrfacher Meister seines Heimatlandes im Slalom und Riesenslalom. Im Ski-Weltcup war er seit Januar 2004 gelegentlich am Start, vorwiegend in der Abfahrt. Seine besten Platzierungen erreichte er in der Alpinen Kombination: im Januar 2004 wurde er in Chamonix 19., im Januar 2005 in Wengen 18.
2003 nahm Antor in St. Moritz erstmals an Alpinen Skiweltmeisterschaften teil. Er ging in drei Rennen an den Start (Slalom, Riesenslalom und Super G), beendete aber keines von ihnen. Besser lief es zwei Jahre später bei den Skiweltmeisterschaften in Bormio. Hier wurde er in der Kombination 20. Die Abfahrt beendete er auf Rang 34, den Super G auf Rang 45.
Bei der Eröffnungsfeier der Olympischen Winterspiele 2006 in Turin trug er die Fahne Andorras. Im Abfahrtsrennen belegte er Platz 39. Nach den Spielen startete er noch bei den andorranischen Meisterschaften sowie einigen FIS-Rennen und beendete Anfang 2007 seine Karriere.